# Luca Franchini
Luca Franchini (Varese, 10 settembre 1965) è un telecronista sportivo e scrittore italiano sotto contratto con la WWE.

## Biografia
Luca Franchini ha iniziato la sua carriera nel 1997, all'età di 32 anni, fondando e scrivendo per il sito web Tuttowrestling. Nell'estate del 2000 ha partecipato ad alcuni provini per entrare a far parte della redazione sportiva di Stream e nel mese di settembre è stato assunto dall'emittente milanese insieme a Michele Posa, diventando telecronista per i programmi televisivi della World Championship Wrestling. Nel 2003 la coppia è confluita nella redazione di Sky, che si era da poco fusa con Stream, e ha iniziato a commentare la WWE su Sky Sport.
Il 16 aprile 2007, in occasione della prima puntata di Raw sul territorio italiano al Mediolanum Forum di Milano, Franchini e Posa hanno svolto la telecronaca dello show a bordo ring, affiancando Jerry "The King" Lawler e Jim Ross. Il 29 marzo 2015, a WrestleMania 31, hanno commentato dal vivo la loro prima edizione dello Showcase of the Immortals a Santa Clara (California); la cosa si è poi ripetuta anche per WrestleMania 32 ad Arlington (Texas) e per WrestleMania 34 a New Orléans (Louisiana).
Il 1º luglio 2020, in seguito all'acquisto dei diritti della WWE del gruppo Discovery, i due hanno lasciato Sky dopo 17 anni, passando a commentare il wrestling su DMAX.
È tifoso dell'Inter e durante le telecronache ha spesso fatto capire la sua passione per il calcio e il suo amore verso la squadra nerazzurra,ad esempio quando il wrestler Omos fece il suo debutto a Raw il 19 ottobre 2020 lo ribattezzò Lukaku per la sua somiglianza con l'attaccante belga all'epoca in forza alla squadra nerazzurra Romelu Lukaku. In più è appassionato anche di chopper e segue la Formula 1, il cui suo pilota preferito è Max Verstappen.
Il 31 dicembre 2024 firma un contratto con la WWE.

## Programmi
- WWE Raw (2003-2020 su Sky, 2013-2020 su Cielo e dal 2020 su DMAX)
- WWE SmackDown (2007-2020 su Sky, 2011-2020 su Cielo e dal 2020 su DMAX)
- WWE NXT (2010-2020 su Sky e dal 2020 su DMAX)
- WWE Superstars (2011-2015 su Sky)
- WWE Experience (2005-2020 su Sky)
- WWE Main Event (2015-2020 su Sky)
- WWE Heat (2003-2008 su Sky)
- WWE Vintage 4 speciali (2017 su Sky)
- WWE Velocity (2003-2006 su Sky)
- WWE ECW (2006-2009 su Sky)
- WWE Tough Enough (2015 su Cielo)
- WCW Monday Night Nitro (2001 su Sky)
- WCW Thunder (2000-2001 su Sky)
- Battlebots - Botte da Robot (2017-2018 su Blaze)
- Goal Deejay (Sky)
- PDC Premier League (2015 su Fox Sports)